# Taiaiako'n—Parkdale—High Park
Circonscription électorale fédérale du Canada
Parkdale—High Park est une circonscription électorale fédérale et provinciale en Ontario.

## Circonscription fédérale
La circonscription est située dans le sud de l'Ontario, dans la partie du centre-ouest de la  région de Toronto.  
Après le redécoupage de 2012, les circonscriptions limitrophes sont Etobicoke—Lakeshore, Etobicoke-Centre, York-Sud—Weston, Davenport et Spadina—Fort York. En 2011, les circonscriptions limitrophes étaient Davenport, Etobicoke-Centre, Etobicoke—Lakeshore, Trinity—Spadina et York-Sud—Weston.        

### Résultats électoraux
|       | Candidat       | Parti              | # de voix | % des voix |
|       | Ian Allen      | Conservateur       | +07 641,  | 13,05 %    |
|       | Arif Virani    | Libéral            | +24 623,  | 42,04 %    |
|       | (X) Peggy Nash | NPD                | +23 566,  | 40,24 %    |
|       | Adam Phipps    | Vert               | +01 743,  | 2,98 %     |
|       | Terry Parker   | Marijuana          | +00191,   | 0,33 %     |
|       | Lorne Gershuny | Marxiste-léniniste | +00100,   | 0,17 %     |
|       | Mark Jeftovic  | Parti libertarien  | +00610,   | 1,04 %     |
|       | Carol Royer    | Indépendant        | +00093,   | 0,16 %     |
| Total | Total          | Total              | 58 567    | 100 %      |

|       | Candidat           | Parti              | # de voix | % des voix |
|       | Taylor Train       | Conservateur       | +07 924,  | 15,55 %    |
|       | (x) Gerard Kennedy | Libéral            | +16 757,  | 32,89 %    |
|       | Peggy Nash         | NPD                | +24 046,  | 47,2 %     |
|       | Sarah Newton       | Vert               | +01 666,  | 3,27 %     |
|       | Andrew Borkowski   | Héritage           | +00251,   | 0,49 %     |
|       | Terry Parker       | Marijuana          | +00215,   | 0,42 %     |
|       | Lorne Gershuny     | Marxiste-léniniste | +00086,   | 0,17 %     |
| Total | Total              | Total              | 50 945    | 100 %      |

|       | Candidat              | Parti              | # de voix | % des voix |
|       | Jilian Saweczko       | Conservateur       | +05 956,  | 12,42 %    |
|       | Gerard Kennedy        | Libéral            | +20 715,  | 43,2 %     |
|       | (x) Peggy Nash        | NPD                | +17 330,  | 36,14 %    |
|       | Robert L. Rishchynski | Vert               | +03 614,  | 7,54 %     |
|       | Andrew Borkowski      | Héritage           | +00231,   | 0,48 %     |
|       | Lorne Gershuny        | Marxiste-léniniste | +00110,   | 0,23 %     |
| Total | Total                 | Total              | 47 956    | 100 %      |

### Historique
La circonscription de Parkdale—High Park a été créée en 1976 à partir des circonscriptions de Parkdale, High Park—Humber Valley, Davenport et Spadina.
| Législature                                                                         | Années       | Député        | Député         | Parti                     |
| ----------------------------------------------------------------------------------- | ------------ | ------------- | -------------- | ------------------------- |
| Parkdale—High Park issue de Parkdale, High Park—Humber Valley, Davenport et Spadina |              |               |                |                           |
| 31e                                                                                 | 1979–1980    |               | Jesse Flis     | Libéral                   |
| 32e                                                                                 | 1980–1984    |               | Jesse Flis     | Libéral                   |
| 33e                                                                                 | 1984–1988    |               | Andre Witer    | Progressiste-conservateur |
| 34e                                                                                 | 1988–1993    |               | Jesse Flis (2) | Libéral                   |
| 35e                                                                                 | 1993–1997    |               | Jesse Flis (2) | Libéral                   |
| 36e                                                                                 | 1997–2000    | Sarmite Bulte |                | Libéral                   |
| 37e                                                                                 | 2000–2004    | Sarmite Bulte |                | Libéral                   |
| 38e                                                                                 | 2004–2006    | Sarmite Bulte |                | Libéral                   |
| 39e                                                                                 | 2006–2008    |               | Peggy Nash     | NPD                       |
| 40e                                                                                 | 2008–2011    |               | Gerard Kennedy | Libéral                   |
| 41e                                                                                 | 2011–2015    |               | Peggy Nash (2) | Néo-démocrate             |
| 42e                                                                                 | 2015–2019    |               | Arif Virani    | Libéral                   |
| 43e                                                                                 | 2019–2021    |               | Arif Virani    | Libéral                   |
| 44e                                                                                 | 2021–Présent |               | Arif Virani    | Libéral                   |

## Circonscription provinciale
Depuis les élections provinciales ontariennes du 4 octobre 2007, l'ensemble des circonscriptions provinciales et des circonscriptions fédérales sont identiques.
1. ↑  Élections Canada, « Résultats Élection fédérale canadienne de 2021 », sur https://enr.elections.ca/ElectoralDistricts.aspx?lang=f (consulté le 19 février 2022)
2. ↑  Élections Canada, « Résultats Élection fédérale canadienne de 2019 », sur enr.elections.ca (consulté le 4 novembre 2019).
3. ↑  Élections Canada.